# پرسی اوسبورن
پرسی اوسبورن (انگلیسی: Percy Osborn؛ زادهٔ) دوچرخه‌سوار اهل استرالیا است. وی در مسابقات تور دو فرانس شرکت کرده است.